# Бобова
Бобова је насељено место града Ваљева у Колубарском округу. Према попису из 2022. било је 248 становника.

## Демографија
У насељу Бобова живи 335 пунолетних становника, а просечна старост становништва износи 48,3 година (46,0 код мушкараца и 50,7 код жена). У насељу има 131 домаћинство, а просечан број чланова по домаћинству је 2,98.
Ово насеље је великим делом насељено Србима (према попису из 2002. године), а у последња три пописа, примећен је пад у броју становника.
Првим становницима Бобове сматрају се неколико породица које су дошле у сеоби Срба из села Бобово у Полимљу (данашња Црна Гора, општина Пљевља), које су се настаниле на брду Комић. По њима је село добило име. Те породице живе и дан данас, и најбројније су у селу.
У току каснијих сеоба, Бобову су насељавале бројне породице које су се досељавале углавном из Херцеговине (старе Херцеговине тј данашње Црне Горе, и делова Херцеговине које данас припадају БиХ). Тако су неке породице пореклом из Мораче, Жабљака, Пријепоља, Клобука, Коњица.....
Таква прича важи за целу Ваљевску Подгорину чије је становништво преко 92% досељено углавном у другој сеоби Срба, иако је насељавање текло и раније током и након прве сеобе Срба, јер су врлетне и тешко проходне планине ваљевске Подгорине пружале уточиште за народ који се склањао од турске освете, након аустротурских ратова у којима је војевао против Турака.

## Историја

### У 16. веку
Први помен Бобове је из 16. века. 
Село је забележено у турском попису (тефтеру) за хиџретску 934. годину, тј. 1527/1528. годину по садашњем рачунању времена.

Транскрибован на модерни турски, са османске арабице, унос са 262. странице тефтера TD 144 је гласио овако:
Bobova karye, Valyeva nahiye - Село Бобова, Нахија Ваљево
У још једном турском тефтеру из доба османског султана Сулејмана Величанственог (1520-1566), TD 978, на страни 746, поменуто је село Бобовац у Ваљевској нахији. Аутор сматра да је у питању Бајевац, мада је могуће да је то исто Бобова.

### Од 19. века
Позната историјска личност из Бобове јесте кнез Јован Симић Бобовац (1775-1832).
Учествовао је у биткама Првог и Другог српског устанка на челу подгорске кнежине, која је у том доба често називана и „Бобовчева кнежина“. Пре него је постао кнез, у Мемоарима проте Матеје Ненадовића помиње се као буљукбаша (заповедник војске) код кнеза Илије Бирчанина из суседног села Суводање. Након сече кнезова и погибије кнеза Илије Бирчанина 1804. године, и кнеза Милића Кедића 1806. године, на чело подгорске кнежине стаје кнез Јован Симић.
Иако је био одан и велики пријатељ кнеза Милоша, 1832. године супротставља се његовом апсолутизму и одбија да пошаље Ваљевце на кулук у Београд. Но, та чињеница није ни до данас разјаснила тачан узрок његове изненадне смрти која је наступила 14/26. јула 1832. г. Наиме након напада из заседе групе непознатих људи, а који су врло вероватно могли бити и Турци из соколске нахије жељни освете услед Бобовчеве улоге у њиховом пресељењу у Босну, Бобовац напрасно умире од последица рањавања, и то, у шездесет седмој години живота.. Сахрањен је у каменичкој цркви.
|  |

| Демографија | Демографија | Демографија |
| Година      | Становника  | Становника  |
| ----------- | ----------- | ----------- |
| 1948.       | 879         |             |
| 1953.       | 899         |             |
| 1961.       | 828         |             |
| 1971.       | 691         |             |
| 1981.       | 565         |             |
| 1991.       | 479         | 479         |
| 2002.       | 391         | 391         |

| Етнички састав према попису из 2002.‍ | Етнички састав према попису из 2002.‍ | Етнички састав према попису из 2002.‍ | Етнички састав према попису из 2002.‍ | Етнички састав према попису из 2002.‍ |
| ------------------------------------ | ------------------------------------ | ------------------------------------ | ------------------------------------ | ------------------------------------ |
|                                      |                                      |                                      |                                      |                                      |
| Срби                                 | Срби                                 |                                      | 387                                  | 98,97%                               |
| Црногорци                            | Црногорци                            |                                      | 1                                    | 0,25%                                |
| Мађари                               | Мађари                               |                                      | 1                                    | 0,25%                                |
| непознато                            | непознато                            |                                      | 1                                    | 0,25%                                |

| Година пописа     | 1948. | 1953. | 1961. | 1971. | 1981. | 1991. | 2002. |
| ----------------- | ----- | ----- | ----- | ----- | ----- | ----- | ----- |
| Број домаћинстава | 154   | 169   | 172   | 168   | 157   | 142   | 131   |

| Број чланова      | 1  | 2  | 3  | 4  | 5  | 6 | 7 | 8 | 9 | 10 и више | Просек |
| ----------------- | -- | -- | -- | -- | -- | - | - | - | - | --------- | ------ |
| Број домаћинстава | 38 | 32 | 18 | 14 | 10 | 9 | 7 | 2 | 0 | 1         | 2,98   |

| Пол    | Укупно | Неожењен/Неудата | Ожењен/Удата | Удовац/Удовица | Разведен/Разведена | Непознато |
| ------ | ------ | ---------------- | ------------ | -------------- | ------------------ | --------- |
| Мушки  | 176    | 41               | 110          | 17             | 4                  | 4         |
| Женски | 178    | 21               | 109          | 43             | 3                  | 2         |
| УКУПНО | 354    | 62               | 219          | 60             | 7                  | 6         |

| Пол    | Укупно                    | Пољопривреда, лов и шумарство | Рибарство                            | Вађење руде и камена | Прерађивачка индустрија       |
| ------ | ------------------------- | ----------------------------- | ------------------------------------ | -------------------- | ----------------------------- |
| Мушки  | 115                       | 95                            | 0                                    | 1                    | 5                             |
| Женски | 89                        | 77                            | 0                                    | 0                    | 2                             |
| УКУПНО | 204                       | 172                           | 0                                    | 1                    | 7                             |
| Пол    | Производња и снабдевање   | Грађевинарство                | Трговина                             | Хотели и ресторани   | Саобраћај, складиштење и везе |
| Мушки  | 0                         | 0                             | 5                                    | 2                    | 2                             |
| Женски | 0                         | 0                             | 1                                    | 2                    | 0                             |
| УКУПНО | 0                         | 0                             | 6                                    | 4                    | 2                             |
| Пол    | Финансијско посредовање   | Некретнине                    | Државна управа и одбрана             | Образовање           | Здравствени и социјални рад   |
| Мушки  | 0                         | 0                             | 1                                    | 2                    | 0                             |
| Женски | 0                         | 0                             | 1                                    | 1                    | 3                             |
| УКУПНО | 0                         | 0                             | 2                                    | 3                    | 3                             |
| Пол    | Остале услужне активности | Приватна домаћинства          | Екстериторијалне организације и тела | Непознато            | Непознато                     |
| Мушки  | 2                         | 0                             | 0                                    | 0                    | 0                             |
| Женски | 0                         | 0                             | 0                                    | 2                    | 2                             |
| УКУПНО | 2                         | 0                             | 0                                    | 2                    | 2                             |

## Галерија
- Бобова - панорама
- Бобова - панорама
- Бобова - панорама
- Бобова - панорама
- Бобова - панорама
- Бобова - панорама
- Бобова - панорама